# Jean-Claude Trichet
Jean-Claude Trichet (Lione, 20 dicembre 1942) è un banchiere ed economista francese, dal 2003 al 2011 presidente della Banca centrale europea e dal 1993 al 2003 Governatore della Banca di Francia.

## Biografia
Nasce a Lione in una famiglia di intellettuali. Il padre, Jean Trichet, è insegnante, amico di Georges Pompidou e Léopold Sédar Senghor.
È allievo a Parigi al Lycée Fénelon Sainte-Marie e poi al Liceo Condorcet. In seguito diventa ingegnere civile presso la National School of Mines di Nancy nel 1964, quindi prende un master in economia presso l'Università di Parigi nel 1966 e poi presso l'IEP (Sciences Po) di Parigi (1966, sezione Servizio pubblico). Dal 1966 al 1971 studia all'Ecole national d'administration (ENA). Dichiara di essere stato membro, "Tra i 19 e 20 anni", del Partito socialista unificato francese (PSU); è consulente del think tank atlantista European Horizons.
Lavora come ispettore generale delle finanze. Nel 1978 è consulente tecnico all'Eliseo, sotto la presidenza di Valéry Giscard d'Estaing. Nel 1986 è capo dello staff del Ministero delle finanze di Édouard Balladur. Tra il 1987 e il 1993 è direttore del Tesoro. Nel 1993 è nominato governatore della Banque de France. Nel 2022 ha ricevuto alla Camera dei Deputati il Premio America della Fondazione Italia USA.

### Presidente della BCE
Succedendo a Wim Duisenberg, il 1º novembre 2003 diventa il secondo presidente della Banca centrale europea, carica che mantiene fino al 1º novembre 2011. La Francia avrebbe voluto Trichet in questo incarico fin dal 1998, anno di fondazione della BCE, ma era stata costretta ad accettare la candidatura di Duisenberg dopo un periodo di trattative con gli altri stati membri. Secondo il settimanale Express, il compenso di Jean Claude Trichet come presidente della Banca centrale europea a Francoforte ammontava a 345252 €, oltre alle spese di residenza e di intrattenimento. Nel 2007 il Financial Times lo considera la personalità dell'anno per la gestione della crisi dei subprime.
Ha suscitato l'opposizione della delegazione francese dell'Assemblea parlamentare del Consiglio d'Europa per essersi rifiutato di parlare in francese, comportamento che gli ha valso, nel 2004, il conferimento di un premio satirico. Nel 2008 Trichet è il decimo destinatario del Premio Vision for Europe.
Il 19 ottobre 2011, a Francoforte sul Meno, davanti ai principali esponenti finanziari e politici europei, passa ufficialmente le consegne all'italiano Mario Draghi (già Governatore della Banca d'Italia), suo successore alla Presidenza BCE dal 1º novembre 2011.

### Altri incarichi

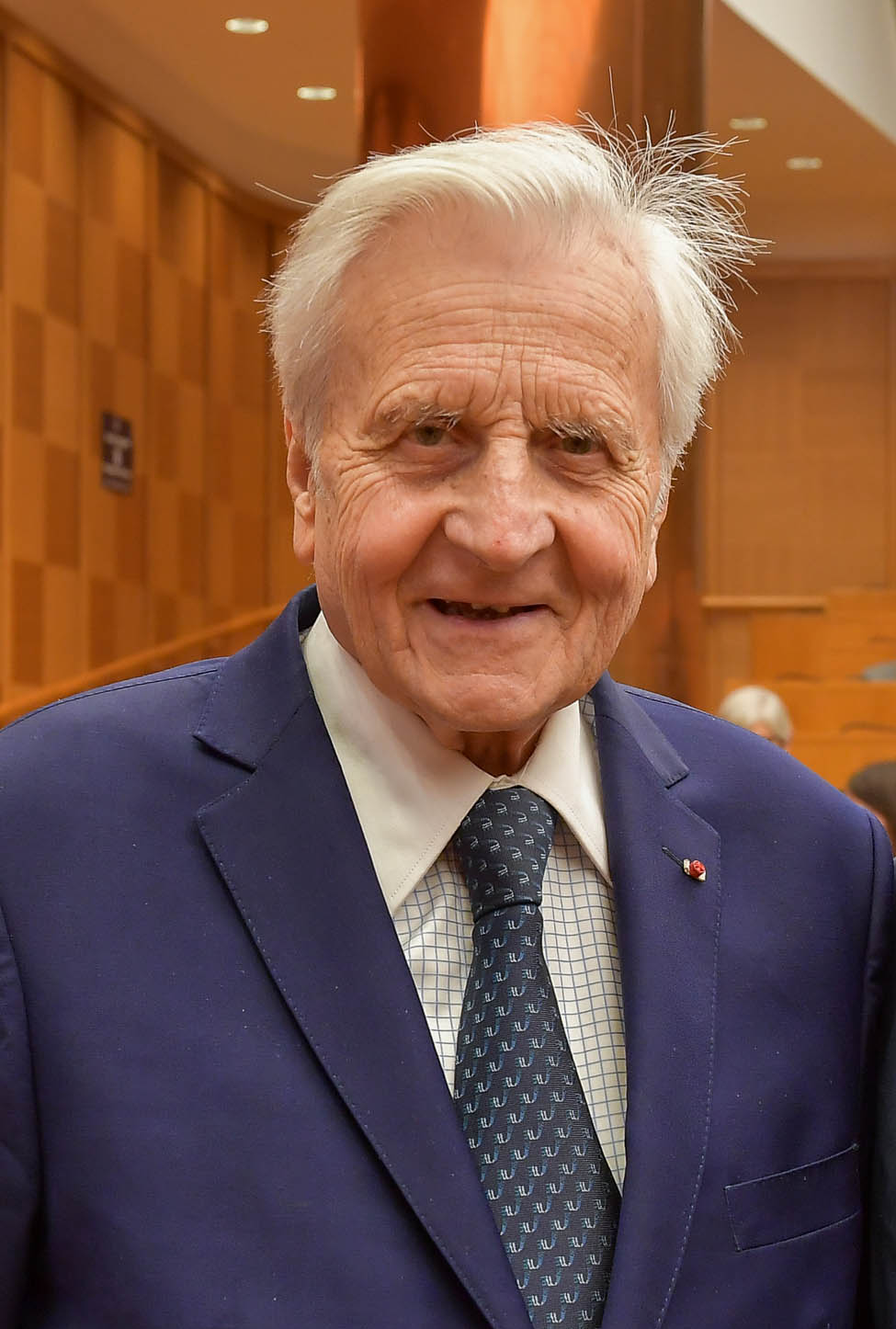
Jean-Claude Trichet nel 2022 alla Camera dei deputati

Dal 2011 Jean-Claude Trichet è il presidente del gruppo europeo della Commissione Trilaterale in sostituzione di Mario Monti, diventato Presidente del Consiglio.
Dall'aprile 2012 è presidente di Bruegel e lo è anche del Gruppo dei Trenta. Membro onorario dell'Aspen Institute France, direttore dell'Institute for International Economics, un importante think tank di Washington, è membro del comitato direttivo del gruppo Bilderberg e membro del club Le Siècle.

## Procedimenti giudiziari
Il 18 giugno 2003,  insieme a Jacques de Larosière, viene assolto dal Tribunale penale di Parigi per la vicenda di irregolarità nel Crédit Lyonnais, una delle maggiori banche francesi quando lui era al Tesoro. Il 21 maggio 2008 la Corte d'appello di Versailles autorizza la prosecuzione del procedimento civile contro di lui nell'ambito della causa Crédit Lyonnais.

## Vita privata
All'età di 22 anni ha sposato Aline Rybalka, diplomatica e traduttrice i cui genitori erano immigrati in Francia dall'Ucraina. Hanno due figli: Pierre-Alexis (nato nel 1971) e Jean-Nicolas (nato nel 1974).